# Kodagu (huyện)
Huyện Kodagu là một huyện thuộc bang Karnataka, Ấn Độ. Thủ phủ huyện Kodagu đóng ở Madikeri. Huyện Kodagu có diện tích 4102 ki lô mét vuông. Đến thời điểm năm 2001, huyện Kodagu có dân số 545322 người.